# Мајк Џонсон
Џејмс Мајкл Џонсон (енгл. James Michael Johnson; Шривпорт, 30. јануар 1972) је амерички адвокат и политичар који је 56. председавајући Представничког дома Сједињених Држава од 25. октобра 2023. Члан је Републиканске странке, у свом је четвртом мандату у Представничком дому. представљао је 4. конгресни округ Луизијане од 2017. Џонсон је дипломирао на Правном центру Пол М. Хеберт на Државном универзитету Луизијане. Пре него што је ушао у политику, радио је као адвокат у приватној пракси и за Алијансу у одбрани слободе (АДФ); у АДФ-у, залагао се за законе о содомији и криминализирање хомосексуалности, пишући амикус поднесак који се супротстављао коначној пресуди Врховног суда САД у предмету Лоренс против Тексаса (2003). Креациониста младих људи, Џонсон је био члан Комисије за етику и верску слободу Јужне баптистичке конвенције између 2004. и 2012. године. Џонсонова политичка каријера почела је када је 2015. изабран у Представнички дом Луизијане; служио је у том телу до 2017. Први пут је изабран да представља 4. конгресни округ Луизијане 2016. Идентификован је као припадник хришћанске деснице. Током свог боравка у Конгресу, оспорио је резултате председничких избора 2020. у Представничком дому и на суду. Подржао је законе који би увели забрану абортуса широм земље. Џонсон је био председник Републичког студијског комитета, највећег посланичког клуба конзервативаца у Конгресу, од 2019. до 2021. Био је потпредседник Републиканске конференције Представничког дома од 2021. до 2023. године. 25. октобра 2023. године, након свргавања Кевина Мекартија са председничког места, Џонсон је изабран за 56. председника Представничког дома.

## Младост и образовање
Џонсон је рођен у Шривпорту, Луизијана, као најстарије од четворо деце Џин Џонсон и Џејмса Патрика „Пета“ Џонсона (који је умро 2016. године). Рекао је да је производ непланиране трудноће и да су његови родитељи били тинејџери када су га добили. Касније су се развели.
Године 1984, док је служио у ватрогасној служби Шривпорта, Пат Џонсон је тешко повређен и онеспособљен у пожару у хладњачи. У том пожару погинуо је колега ватрогасац, капетан Перси Р. Џонсон. Пат Џонсон се никада није вратио на посао као ватрогасац, већ је уместо тога одлучио да постане консултант за ХазМат. Такође је био суоснивач Перци Р. Џонсон Бурн фондације, која је помагала жртвама опекотина и њиховим породицама.
Млађи Џонсон је желео да крене очевим стопама, али су му родитељи забранили да постане ватрогасац.
Џонсон је завршио средњу школу Капетан Шрв у Шривпорту. Године 1995. стекао је диплому из области пословне администрације на Државном универзитету Луизијане, чиме је дипломирао прву генерацију факултета. Године 1998. Џонсон је дипломирао на Правном центру Паул М. Хеберт у држави Луизијана са дипломом доктора правних наука.

## Представнички дом

### Избори
Џонсон је 10. фебруара 2016. објавио своју кандидатуру за четврто место у конгресном округу, које је осам година држао Џон Флеминг. Флеминг се кандидовао за место у Сенату Сједињених Држава које је напустио Дејвид Витер. Џонсон је победио на изборима.
У 2018, Џонсон је освојио други мандат у Представничком дому, победивши демократског кандидата Рајана Трандла, 139.307 гласова (64%) према 72.923 гласа (34%).
Године 2020, Џонсон је освојио трећи мандат у Представничком дому са 185.265 гласова (60%), док је демократски кандидат Кени Хјустон са 78.157 гласова (25%).
2022. Џонсон је победио на реизбору без противљења.

### Рани мандат
Џонсон је положио заклетву као члан Конгреса 3. јануара 2017. године. Служио је као заменик републиканаца у Представничком дому, као члан Правосудне комисије и као члан Комитета за оружане снаге. Од 2019. до 2021. Џонсон је председавао Републичким студијским комитетом. Џонсон је био потпредседник Републиканске конференције Представничког дома од 2021. до 2023. године. Подржао га је Клуб за слободу Представничког дома ПАЦ-а и често је присуствовао састанцима Клуба за слободу Представничког дома без формалног придруживања Клубу посланика.
Џонсон је био међу 147 републиканаца који су гласали за поништавање резултата председничких избора 2020. године.
Џонсон је блиско сарађивао са хришћанским групама Answers in Genesis, Louisiana Family Forum, Alliance Defending Freedom, и Focus on the Family.
После међуизбора 2022. године, представник Енди Бигс је предложио Џонсона као могућег компромисног кандидата за председника Представничког дома уместо лидера Републиканске конференције Кевина Мекартија, након што су се чланови Клуба за слободу Представничког дома успротивили Макартијевој кандидатури за место председника.
Године 2023. Џонсон је постао председник Правосудног пододбора Представничког дома за устав и ограничену владу.

### Одбори
Следи списак Џонсонових бивших задатака у комитету пре него што је постао председник:
- Одбор за правосуђе
  - Пододбор за устав и ограничену владу (председавајући)
  - Пододбор за државну управу, регулаторну реформу и антимонополску политику
  - Пододбор за судове, интелектуалну својину и интернет
  - Пододбор за наоружање савезне владе
- Комитет за оружане снаге
  - Пододбор за приправност
  - Пододбор за сајбер, иновативне технологије и информационе системе

### Посланичке групе
- Републички студијски одбор[33]
- Конгресни западни клуб[34]

### Председник Дома

#### Номинација
Након што је Кевин Макарти смењен са места председника Представничког дома 3. октобра 2023. године, представник Мет Гец је навео Џонсоново име као потенцијалну замену. Џонсон је 13. октобра рекао да се неће кандидовати на предстојећим изборима за председника да наследи Макартија и подржао је колегу Џима Џордана; истог дана, НБЦ је известио да Џонсон размишља да се кандидује ако Џордан одустане.
21. октобра, након што су Стив Скалис и Џордан дали неуспешне понуде за говорника, Џонсон је прогласио своју кандидатуру да постане нови републикански кандидат за говорника, али га је 24. октобра победио посланик Том Емер. Емер је победио Џонсона, 117 гласова за и 97 против, на петом гласању. Убрзо након тога, Емер је повукао своју кандидатуру за председника. Касније истог дана, републиканци у Представничком дому гласали су да Џонсон буде њихов четврти кандидат за говорника; победио је уписаног кандидата Кевина Макартија и посланика Бајрона Доналдса, са 128 гласова за, 43 и 29, на трећем гласању. Џонсонову понуду је подржао актуелни председник САД Доналд Трамп.
Дана 25. октобра, пуни дом је гласао, 220–209, да изабере Џонсона за 56. председника Представничког дома Сједињених Држава са свим присутним републиканским члановима који су гласали за њега. Џонсон је такође положио заклетву као говорник истог дана. Он је први говорник у историји САД из Луизијане. Џонсон је био најкраћи мандат од било којег изабраног председника Представничког дома, са шест година и десет месеци, од Џона Г. Карлајла 1883. године. Износећи своје прве напомене као говорник, он је сугерисао да је његову позицију одредио Бог, рекавши: „Верујем да је Свето писмо, Библија, веома јасна: да је Бог онај који подиже оне који су на власти. Он је васкрсао сваког од вас сви ми“.

#### Председнички мандат
Џонсон се 26. октобра 2023. састао са премијером Аустралије Ентонијем Албанизом током његове државне посете Сједињеним Државама. Касније тог дана, он се такође први пут састао са председником Џоом Бајденом као говорником пре него што је присуствовао двопартијском брифингу одржаном у Белој кући о предложеним захтевима администрације за финансирање помоћи Украјини и Израелу. Џонсон је 30. октобра предложио укидање финансирања пореске управе из Закона о смањењу инфлације како би се Израелу пружила помоћ у износу од 14,3 милијарде долара.
У новембру, Џонсон је предложио двостепени закон о заустављању који је наставио да се троши на приближно садашњем нивоу, али без помоћи Израелу или Украјини. Закону су се противили конзервативци Представничког дома и Клуб за слободу, али је Представнички дом усвојио 14. новембра уз подршку 209 демократа и 127 републиканаца. Сутрадан је прошао Сенат и потписао га је Бајден.
Џонсон је 17. новембра најавио да ће 44.000 сати безбедносних снимака из напада на Капитол Сједињених Држава 6. јануара, који су сви раније били доступни само на захтев оптужених и медија, бити пуштени у јавност. Саопштење је уследило након обећања које је Џонсон дао конзервативним тврдолинијашима током своје кандидатуре за говорника и поздравио га је Доналд Трамп. Од децембра 2023. Џонсон је објавио 162 сата снимака, мање од 0,4% од укупног броја.
Дана 1. децембра, Дом је избацио републиканског конгресмена Џорџа Сантоса са 311 према 114 гласова; Џонсон је гласао против избацивања, и назвао то „дан за жаљење“.
Дана 13. фебруара 2024, Дом је опозвао секретара за унутрашњу безбедност Алехандра Мајоркаса са 214 према 213 гласова. Импичмент, који је заговарао Џонсон, није прошао 6. фебруара због одсуства републиканског представника.
118. Конгрес Сједињених Држава, на којем су и Џонсон и Макарти били председавајући Представничког дома, био је веома непродуктиван, донео је врло мало закона који су усвојени. Многи аналитичари су ово приписали раздору унутар републиканског посланичког клуба Представничког дома.

## Политичке позиције
Џонсон је члан хришћанске десничарске фракције Републиканске партије. Његов инаугурацијски говор као председавајућег Представничког дома нагласио је његова јужњачка баптистичка увјерења као основу његове политике. Џонсон има блиске везе са лидерима Нове апостолске реформације, која настоји да успостави хришћанску доминацију над свим аспектима друштва и оконча или ослаби раздвајање цркве и државе.
Џонсон има „ултраконзервативне ставове о абортусу [...] и истополним браковима“. Посебно је познат по свом широком и отвореном противљењу легалном абортусу и правима хомосексуалаца, које је почело пре него што је преузео функцију.

### Доналд Трамп
Џонсон је 2015. године на Фејсбуку написао да "Доналду Трампу... недостаје карактер и морални центар који нам је поново потребан у Белој кући", додајући: "Бојим се да би покварио више ствари него што поправља. глава по природи, а то је опасна особина код врховног команданта ... само мислим да он нема држање да буде председник.“
2019. године, током истраге специјалног саветника Роберта Милера, Џонсон је бранио Трампа, рекавши да је Трамп „у потпуности сарађивао“ у истрази и „ништа није учинио лоше“.
2019. године, током првог опозива Доналда Трампа, Џонсон је бранио Трампа и рекао званичницима Беле куће да игноришу позиве Конгреса као „легитимну привилегију извршне власти у законском имунитету“. Служио је као члан Трамповог тима правне одбране током суђења за опозив у Сенату 2019. и 2021. године, од којих је свако резултирало ослобађајућом пресудом.
Џонсон је подржао Трампову кампању за председника 2024. године.

### Спољна политика

#### Инвазија Русије на Украјину
Џонсоново руковање украјинском кризом, које карактерише кашњење и опструкционизам, изазвало је критике и изазвало забринутост због негативног утицаја на геополитичку стабилност. Упркос молбама за помоћ, Џонсон је више пута одлагао усвајање пакета помоћи који је одобрио Сенат, чак и под притиском десетина европских и азијских лидера. Он је одбио састанке са страним лидерима, укључујући премијера Летоније и министра спољних послова Велике Британије, како би разговарали о даљој америчкој помоћи Украјини. Упозорено је да Џонсонов недостатак посвећености међународној сарадњи и хуманитарној помоћи „постепено уништава“ односе САД са савезницима у Европи и Азији.
У периоду између јесени 2023. и пролећа 2024. године, руске снаге су искористиле ослабљену украјинску противваздушну одбрану узроковану недостатком сталне америчке безбедносне помоћи, све више оштећујући украјинску енергетску инфраструктуру, при чему је 80% свих термоелектрана уништено у априлу 2024. године. Кашњење у пакету помоћи је такође довело до критичне несташице муниције и залиха за украјинске оружане снаге, што је резултирало територијалним губицима и општим погоршањем ситуације на терену.
Џонсоново понашање по овом питању приписано је сложеној интеракцији унутрашње и међународне политике. Трампов притисак значајно је утицао на приоритете републиканских посланика, укључујући Џонсона. У 2018. је такође откривено да је добио преко 37.000 долара у прилогу за кампању од америчког Етханеа, компаније са само безначајном имовином у САД и коју скоро у потпуности контролишу три руска олигарха.

#### Односи Израела и Палестине
Џонсон је посетио Израел у фебруару 2020. са фондацијом 12Tribe Films.
Прва мјера коју је Дом размотрио након што је Џонсон постао председник била је резолуција којом се изражава подршка Израелу након терористичког напада Хамаса на Израел 2023. Џонсон је гласао за резолуцију. Дана 2. новембра 2023. године, Представнички дом је усвојио закон који је подржао Џонсон и којим се Израелу даје 14,3 милијарде долара помоћи.

## Приватни живот
Џонсон се оженио Кели Рене Лари 1. маја 1999. године. Џонсонови су рекли да је њихов брак заветни брак. Њихово примарно пребивалиште је у Бентону, Луизијана.
Џонсонови имају петоро деце, укључујући одраслог сина Мајкла Тирела Џејмса. Џонсон је упознао Џејмса на догађају за министарства Младог живота, примио га је и преузео његово законско старатељство када је имао 14 или 16 година. Џонсон је 2019. рекао: „Преузели смо старатељство над Мајклом и учинили га делом наше породице пре 22 године када смо били тек младенци, а Мајкл је имао само 14 година и био је на улици“, стављајући догађај у 1997. 2020. Џонсон је рекао: „Увели смо Мајкла пре скоро 20 година; имао је 14 година.“
У немачкој телевизијској причи из 2015. о покрету за чистоћу, Џонсон и његова тада 13-годишња ћерка Хана приказани су на балу чистоће. Кели је такође интервјуисана о предбрачном сексу за причу.
Џонсон и његова супруга су били домаћини подкаста Истина се говори од марта 2022. године, расправљајући о јавним пословима и другим питањима из хришћанске перспективе. У свом подкасту, Џонсон је рекао да је „Реч Божија, наравно, крајњи извор све истине“, и приписао успех Сједињених Држава њиховом утемељењу на „религијском исказу вере“.
Џонсон себе описује као пре свега хришћанина. Јеванђеоски и јужњачки баптиста, је рекао: „Моја вера говори о свему што радим.“